# Villebois-Lavalette
Villebois-Lavalette är en kommun i departementet Charente i regionen Nouvelle-Aquitaine i västra Frankrike. Kommunen ligger  i kantonen Villebois-Lavalette som ligger i arrondissementet Angoulême. År 2022 hade Villebois-Lavalette 718 invånare.

## Befolkningsutveckling
Antalet invånare i kommunen Villebois-Lavalette
Referens:INSEE